# Friedrich Hayek
Friedrich August von Hayek (n. 8 mai 1899, Viena, Austro-Ungaria – d. 23 martie 1992, Freiburg im Breisgau, Germania) a fost un economist și filosof politic austriac, laureat al Premiului Nobel pentru Economie (1974). A fost un reprezentant de seamă al școlii austriece, s-a remarcat prin apărarea pieței libere și respingerea economiei centralizate. Cea mai cunoscută carte a sa este Drumul către servitute. De numele său este legat termenul de catalaxie, o redefinire a conceptului de ordine spontană a pieței.

## Viața
Hayek a fost un economist și un filosof important al secolului XX. Născut în Viena pe 8 mai 1899, a luptat în armata austro-ungară în Primul Război Mondial, luând parte la luptele de pe frontul italian. La sfârșitul războiului s-a întors în Viena pentru a-și susține doctoratele în economie și drept. În 1923, Hayek a devenit asistentul lui Ludwig von Mises alături de care, în 1927, a fondat Institutul Austriac de Cercetare a Ciclurilor Economice (Austrian Institute for Business Cycle Research). În cadrul institutului, Hayek a fost președinte și Mises vicepreședinte.
În 1931, a primit o catedră la Școala Economică din Londra, unde a rămas până în 1948, timp în care a publicat multe cărți, printre care se numără și „Drumul către servitute” (1944). Din 1950 până în 1962 a predat filosofie socială și morală la Universitatea din Chicago. Din 1962 până în 1967 a fost profesor de economie politică la Universitatea din Freiburg, apoi profesor de economie la Universitatea din Salzburg până în 1974, când s-a întors la Universitatea din Freiburg, unde a rămas până la moartea sa. În această perioadă a scris următoarele opere: 
- „Studii în filosofie, politică și economie” (1967),
- „Lege, legislație și libertate” (3 volume 1973-1978),
- „Denaționalizarea banilor” (1976),
- „Noi studii în filosofie, politică, economie și istoria ideilor” (1978)
- „Infatuarea fatală” Arhivat în 19 iunie 2013, la Wayback Machine. (1990).

Drumul către servitute, apărut în 1944, a reprezentat începutul unei lungi perioade în care interesul lui Hayek pentru analiza economică s-a combinat cu studii constituționale, cu o amplă perspectivă asupra istoriei și a vieții sociale. Cele mai importante idei, în acest sens, pot fi găsite în cărțile sale Constituția libertății (1960) și Lege, legislație și libertate (trilogie publicată în anii '70). Prin aceste lucrări, Hayek a consacrat renașterea liberalismului clasic în veacul al XX-lea. 
În 1974, i-a fost acordat Premiul Nobel pentru Economie. 
Hayek a murit în data de 23 martie 1992, la vârsta de 92 de ani. În lunga sa carieră, a publicat peste 130 de articole și 25 de cărți.

## Principalele lucrări
- 1929 Monetary Theory and the Trade Cycle
- 1931 Prices and Production
- 1945 The Use of Knowledge in Society (Utilizarea cunoașterii în societate) (articol)
- 1945 The Road to Serfdom (Drumul către servitute)
- 1960 The Constitution of Liberty (Constituția libertății)
- 1989 The Fatal Conceit (Infatuarea fatală Arhivat în 19 iunie 2013, la Wayback Machine.)